# مشد
مشد (به لاتین: Məşəd) یک منطقه مسکونی در جمهوری آذربایجان است که در شهرستان آق‌داش واقع شده است. مشد ۱۳۸۲ نفر جمعیت دارد.